# 济村乡
济村乡是中国福建省三明市宁化县下辖的一个乡。

## 行政区划
现辖：
济村、神坛坝村、武层村、肖家山村、洋地村、湖头村、罗家村、三村、龙头村、长坊村、新田村、昆岗村和吾家湖村。